# Eleginus gracilis
El bacalao azafrán, Komai o bacalao del Ártico (Eleginus gracilis) es un pez de captura comercial estrechamente emparentado con los bacalaos verdaderos (género Gadus). Es de color gris verdoso oscuro a marrón, con manchas en los costados y pálido hacia el vientre. Puede llegar a medir 55 cm y pesar hasta 1.3 kg.
Su área de distribución abarca el Pacífico Norte, desde el Mar Amarillo y el Mar de Ojotsk en el oeste hasta el norte del Golfo de Alaska y hasta Sitka, Alaska, en el este. También está presente en el mar de Chukchi (océano Ártico). Normalmente se encuentra en aguas costeras poco profundas, a menos de 60 m de profundidad, pero también puede encontrarse a profundidades de hasta 200 m. El bacalao azafrán también puede entrar en aguas salobres e incluso dulces, apareciendo bastante arriba en ríos y arroyos, pero permaneciendo dentro de las regiones de influencia de las marea.

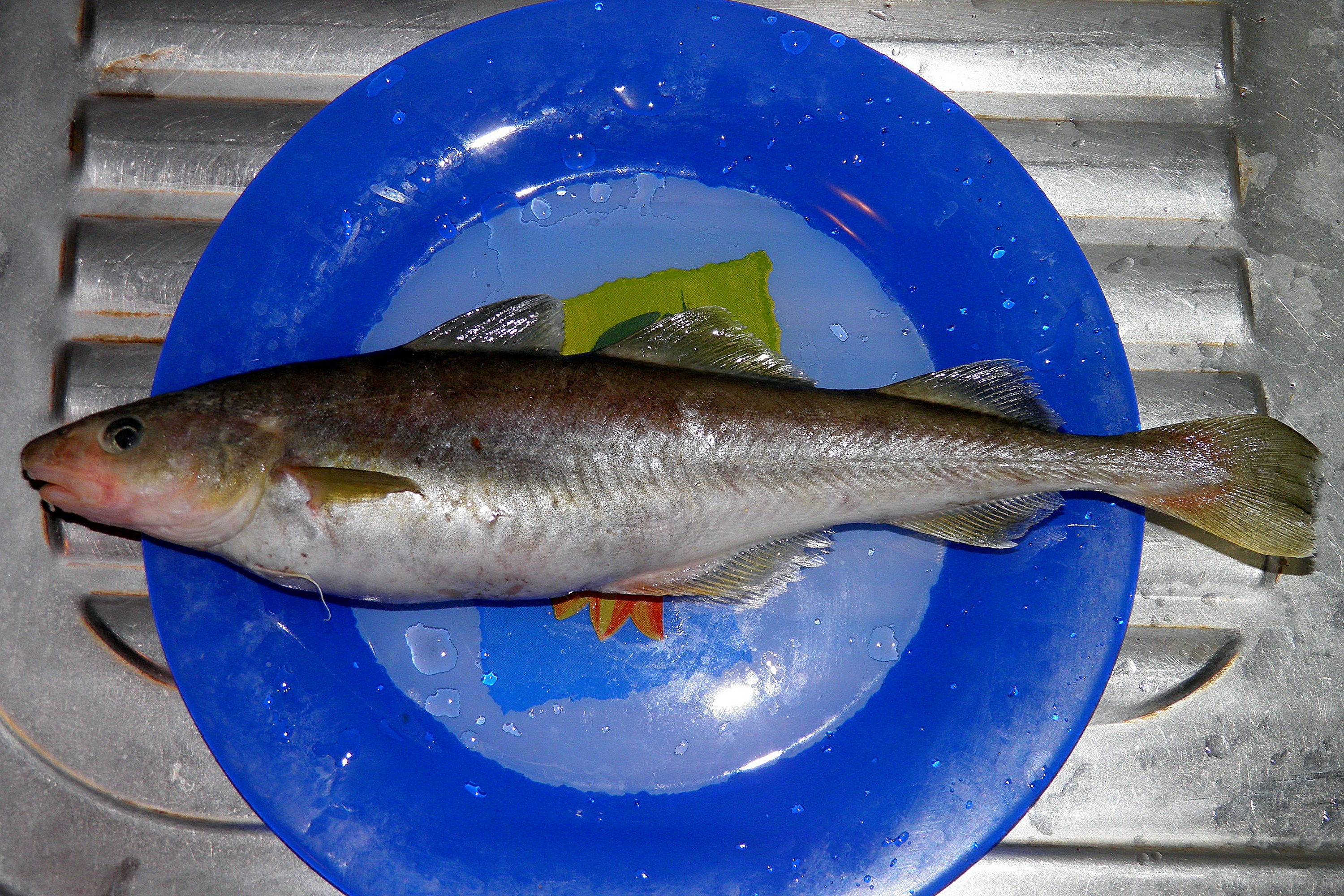

El bacalao azafrán comienza a madurar durante su tercer año de vida. Se alimenta de peces y pequeños crustáceos. Se pescan comercialmente en muchas zonas del Pacífico noroccidental. El país con mayores capturas es Rusia. Se utiliza para el consumo humano en la Federación Rusa y Japón, fresco o congelado.